# Bucranium pulchrum
Bucranium pulchrum es una especie de Arachnida del género Bucranium, de la familia Thomisidae, del orden de las arañas.

## Distribución
Bucranium pulchrum se distribuye por Cuba.

## Taxonomía
Fue descrita científicamente por Elizabeth Bangs Bryant en 1940. La especie fue descrita bajo el protónimo Majellula pulchra por Bryant y luego incluida en el género Brommella por Teixeira, Campos y Lise en 2014.
Tratamiento taxonómico
La especie aparece registrada y publicada en Bulletin of the Museum of Comparative Zoology. Museum of Comparative Zoology, Harvard University.